# August Lindgren
August Lindgren (Kopenhagen, 1 augustus 1883 – aldaar, 1 juni 1945) was een Deens voetballer, die speelde als aanvaller voor de Deense club Boldklubben 1893. Hij overleed op 61-jarige leeftijd.

## Interlandcarrière
Lindgren speelde vier interlands voor de Deense nationale ploeg, waarmee hij in 1908 deelnam aan de Olympische Spelen in Londen. Daar won de selectie onder leiding van de Engelse bondscoach Charles Williams de zilveren medaille. In de finale, gespeeld op 24 oktober 1908 in het White City Stadium, bleek gastland Engeland met 2-0 te sterk.